# Михайлов, Евгений Иванович
Евгений Иванович Михайлов (12 февраля 1925, дер. Сидорково, Ленинградская губерния — 20 июня 1989, Волгоград) — советский офицер, участник Великой Отечественной войны, Герой Советского Союза (1945). Капитан (12.12.1959).

## Биография
Евгений Михайлов родился 12 февраля 1925 года в деревне Сидорково (ныне — Гдовский район Псковской области). После окончания девяти классов школы с 1941 года работал на Ленинградской кондитерской фабрике имени Микояна рабочим и агентом по снабжению. С началом войны фабрика полностью была перепрофилирована на выпуск продукции для нужд фронта. Пережил два года внутри кольца Ленинградской блокады.
В январе 1943 года Михайлов был призван на службу в Рабоче-крестьянскую Красную Армию. Прошел курс обучения в 47-м запасном артиллерийском полку Ленинградского фронта. С марта 1943 года — на фронте Великой Отечественной войны. Сначала воевал наводчиком орудия в 504-м лёгком артиллерийском полку Ленинградского фронта, с сентября 1944 — командиром орудия 430-го гвардейского пушечного артиллерийского полка 1-го Украинского фронта. Сражался в битве за Ленинград, в Висло-Одерской, Берлинской и Пражской наступательных операциях. В боях два раза был ранен.
К февралю 1945 года гвардии младший сержант Евгений Михайлов был наводчиком орудия 504-го пушечного артиллерийского полка 200-й отдельной лёгкой артиллерийской бригады 4-й танковой армии 1-го Украинского фронта. особо он отличился в боях за освобождение Польши, а именно при удержании и расширении плацдармов на Одере, захваченных советскими войсками в ходе Висло-Одерской наступательной операции. 4-5 февраля 1945 года расчёт Михайлова участвовал в отражении немецких контратак в районе населённого пункта Альт-Раудтен в 13 километрах к северо-западу от Штейнау (ныне — Сцинава), уничтожив 1 танк, 1 БТР, более 20 солдат и офицеров противника. В тех боях Михайлов получил ранение, но продолжал сражаться. Когда ночью немецкая пехоты пыталась скрытно ворваться на позицию батареи, вовремя заметил опасность и отбил атаку огнём орудия, а затем и трофейных фаустпатронов. За этот подвиг он был представлен к званию Героя Советского Союза.
Указом Президиума Верховного Совета СССР от 10 апреля 1945 года за «мужество и героизм, проявленные в боях на Одерском плацдарме», младший сержант Евгений Михайлов был удостоен высокого звания Героя Советского Союза с вручением ордена Ленина и медали «Золотая Звезда».
Сражался и в завершающих операциях войны. В Пражской операции в составе полка наступал на Прагу, но дойти до неё было не суждено — в бою 7 мая 1945 года был ранен. До конца мая находился в госпитале в польском городе Легница на излечении.
После окончания войны Е. И. Михайлов продолжил службу в Советской Армии. С конца мая 1945 служил командиром отделения автоматчиков 83-го гвардейского тяжёлого танко-самоходного полка в Центральной группе войск, с марта 1946 — помощником командира взвода 430-го гвардейского пушечно-артиллерийского полка в Группе советских оккупационных войск в Германии, с ноября 1946 — старшиной роты 19-го мото-механизированного полка в ГСВОГ, с февраля 1947 — помощником командира взвода 35-го мото-механизированного полка в ГСОВГ, с декабря 1947 по август 1948 года — командиром взвода 213-го артиллерийского полка Ленинградского военного округа. Затем был направлен на учёбу.
В 1952 году он окончил Ленинградское военное топографическое училище. С сентября 1952 года служил военным картографом в Северо-Кавказском военном округе, а с июля 1958 года — в Северо-Кавказской армии ПВО. В декабре 1961 года был назначен картографом 10-й дивизии ПВО в 23-м корпусе ПВО. В ходе операции «Анадырь» был направлен в командировку на Кубу и служил там до 1964 года. В мае 1966 года капитан Е. И. Михайлов был уволен в запас.
Проживал в Волгограде. Работал техником в Волгоградском филиале Института геофизики Академии наук СССР. Умер 20 июня 1989 года, похоронен на Центральном кладбище Волгограда.

## Награды
- Герой Советского Союза (10.04.1945)
- Орден Ленина (10.04.1945)
- Орден Отечественной войны 1-й степени (11.03.1985)
- два ордена Красной Звезды (15.08.1944, 16.08.1945)
- медали[1]